# SISTERS 〜夏の最後の日〜
『SISTERS 〜夏の最後の日〜』（シスターズ なつのさいごのひ）は、2011年4月28日にジェリーフィッシュより発売されたアダルトゲーム。略称は『SISTERS』。第1作『GREEN 〜秋空のスクリーン〜』（以降、『GREEN』）や第2作『LOVERS 〜恋に落ちたら…〜』（以降、『LOVERS』）に続く、ジェリーフィッシュの第3作である。
2013年2月22日には、従来の製品版に代わる改訂版『SISTERS 〜夏の最後の日〜 ULTRA EDITION』（シスターズ なつのさいごのひ ウルトラエディション。以降、「UE版」）が発売された（詳細は#ULTRA EDITIONを参照）。

## 概要

### 経緯
企画当初は『電撃姫』2006年3月号にて、第4作となる予定の『Black and White』（以降、『BaW』）や第1作の改訂版となる予定の『GREEN 〜秋空のスクリーン〜 DVD EDITION』（以降、『GREEN DVD』）と共に『sisters』の仮タイトルで同時制作発表が行われ、付録DVDにはデモムービーが収録された。
同年8月に仮タイトルを『SISTERS 〜初枝と夏乃〜』（シスターズ はつえとなつの）と改訂した以降は続報らしい続報が一切公開されなかったが、2010年3月には製品版へのタイトル変更と、同年5月28日の発売日が発表される。しかし、その後も『GREEN』や『LOVERS』と同様に発売延期を重ねた結果、2011年1月25日に体験版が公開される。
さらにその後も発売延期は続き、開発の追い込み中である同年3月11日には東北地方太平洋沖地震のために開発室が崩れ落ちてきた資料で埋まってしまうというトラブルにも見舞われたが、同年4月14日にようやくマスターアップを迎えた後、同年4月28日に発売となった。
なお、マスターアップ当日には公式ブログ「sistersスタッフ日記」（製品版発売後には「Jellyfishスタッフ日記」へ改題）へそれについての感動を述べた報告が掲載されたが、これを見た流通会社の上層部は発売延期を続けてきたことについてのお詫びよりそれを優先した、ジェリーフィッシュの軽率さを戒告する。
その結果、まもなく当日の記事は削除され、製品版発売後の同年5月2日に改めて発売延期や記事削除についてのお詫びと報告が掲載されるに至った。また、それと並行してジェリーフィッシュ公式サイトへも、スタッフコメントが掲載されている。

### 開発
『GREEN』や『LOVERS』と同じく滝美梨香が監督を、bucciがプロデューサーをそれぞれ担当しているが、キャラクター原案に成人向け漫画家・イラストレーターのらする（スタッフインタビューによれば、ゲーム本編の手紙類も担当しているとのこと）を、キャラクターデザイン・総作画監督にソニアの『VIPER -M1- THE MAY WORKS』ですでにアニメーション（以降、「アニメ」）アダルトゲームの制作に関わった実績を持つアニメーターの神坂公平を、そして原画陣にも神坂公平の同業者たちをそれぞれ起用するなど、アニメ部分の制作は前2作品以上に社外へ発注されている。なお、神坂公平の起用は企画当初に決定されており、特に滝美梨香は『VIPER -M1- THE MAY WORKS』を観て神坂公平に着目したことを起用の理由に挙げている。
背景画をはじめゲーム本編の色調は前2作品と違って空気遠近法を意識した淡い配色にされており、前述の同時制作発表時の『BaW』や『GREEN DVD』と同じく、日本ファルコム在籍当時の新海誠の作品に近い色調となっている。また、光源処理についても色調と同様に、実写作品でいうところのレンズフレアを交えた描写が散見される。
企画は『LOVERS』の終わった後に立ったが、これについてbucciは「『LOVERS』が、かなり難産だったんで、しばらくは燃え尽きた状態だったんですけど、いい加減、次の作品を作らないといけない時期で（笑）。アニメに特化して、ボリュームが無駄に肥大しないゲームをコンセプトに、外注メインでちょっと楽に作ろうと。結局、自分たちで作ることになるんですが（笑）」と述べている。なお、#経緯で述べた同時制作発表の時点ではWindows 98/98SE/2000/Meがまだマイクロソフトでサポートされていたため、『LOVERS』と同じくWindows 98/98SE/2000/Me/XP向けとして開発されていた。また、ジェリーフィッシュと神坂公平の間における打ち合わせ以外の進行管理を、ジェリーフィッシュと同じくアニメアダルトゲームの制作に関わった実績を持つスタジオシルバーへ依頼していたが、意思疎通の難しさから徐々に双方が直接やり取りできる環境へ変えていったという。しかし、先にセックスシーンありきで制作していたことやシナリオと絵コンテが同時進行だったこと、そして開発途中で作中設定が変更されたこと（#シナリオも参照）などの紆余曲折を経て開発が難航していた中、2009年頃には全作画を中国へ発注しようという話すら持ち上がったため、それを聞いた神坂公平は目の前が真っ暗になってしまったという。
#経緯でも述べたように開発期間は約5年にも及んだことになるが、業界関係者視点ではその途中に約3年6か月の「謎の空白期間」が存在する模様。
動画は通常シーンに2959枚、セックスシーンに5759枚の合計8718枚が費やされた。

### ゲームシステム
基本的には『GREEN』や『LOVERS』と同様であり、ゲーム性もシナリオの形式（#シナリオを参照）ゆえに低いものとなっているが、テキスト部分は前2作品と違って地の文がほとんど用いられておらず、グラフィックやサウンドでの描写に重点が置かれている。アドベンチャー部分の人物描画も前2作品と違ってすべてがセックスシーンと同一のセル画調となっており、口パクや目パチのみではないアニメも導入されている。また、物語の主な舞台である白い家の屋内を移動する際には3DCGで描画された屋内背景から行き先を選択した後、主人公視点での3DCG移動ムービーが流れる仕様となっている（『GREEN』の劇中映画部分と同じく、スキップは不可能）。こういった重めの仕様に加え、画面サイズが800×600へ拡大されたことからも、快適にプレイするための必須スペックは前2作品以上に高いが、#経緯や#開発でも述べたように企画から発売まで約5年もかかった影響で対応OSがWindows XP以降へ変更されたため、結果的に必須スペックはほぼ満たされた状況を迎えることとなった。

### シナリオ
『GREEN』や『LOVERS』以上に分岐が少ないうえ、それら前2作品と違って各ヒロインとの個別エンディングも存在しない、1本道のやや短編となっている。ゲーム本編の期間は1990年8月1日から同年8月17日までの17日間とされており、都会から離れたとある洋風家屋を舞台に主人公とヒロインたちの交流が描かれるが、黒電話やレコードといったガジェットに彩られた室内背景に流れるCMなどの年代再現度の高さに反して主人公の身辺状況はあまり具体的に描かれておらず、現在と物語の発端である1988年を交互に描く断片的な描写からうかがえるようになっている。なお、ゲーム本編の年代を1990年と設定した理由は、bucciによれば「友人とか恋人の間に、携帯電話が普及してると成立しない話だったんですよね。具体的に言うと…外界との連絡手段を固定電話に限定することによって、家族どうしが直接会話できないようにしたかったんです。他にも、固定電話だからこそ『過去の事故』の発端というものが介在することが出来ると」とのこと。そのほか、主人公が記憶障害を患っていることや、主人公とヒロインたちが近縁に当たることがそれぞれ示唆されるなど、前2作品に無かった要素も導入されているが、前述のタイトル変更時点ではまだ製品版とかなり異なる内容であり、シナリオの概要を掲載していたパッケージ外箱もその後に丸ごと変更された（旧パッケージ外箱に掲載されていたヒロインたちの数値設定も、これに伴って変更されている）ため、開発の難航に伴ってシナリオや設定が大幅に改稿され（当初のデモムービーには、製品版に無いシーンも存在する）、ゲーム本編の期間も短縮されたことがうかがえる。こういった見切り発車状態で開発作業を進めざるを得なかったことについて、滝美梨香はムック『SISTERS 〜夏の最後の日〜 1990/0801-0817 Jellyfish SISTERS Official Funbook』（以降、『SOF』）にて何度も苦言を述べている。

### セックスシーン
『GREEN』や『LOVERS』と同様に、実写アダルトビデオ（以降、「実写AV」）を参考にした構図・体位・射精描写が散見される。中でも、性器を結合させた主人公とヒロインがピストン運動のラストスパートから絶頂を経て膣内射精の完遂へ至る一連の描写は前2作品以上に強調されており、深々と結合した2人の身体が性の快楽に震える絶頂直後の様子や、膣内射精に合わせて双方の性器やその周辺が断続的に収縮する結合部の様子（ヒロインによっては、金玉アングルすら用いられる）、そして結合を解かれたヒロインの膣口から主人公の精液が溢れ出る様子が、それぞれ長時間をかけて詳細に描かれる（ただし、どのヒロインにも断面描写は存在しない）。また、舌の描写も膣内射精と同様に強調されており、ディープキスをはじめフェラチオやクンニなどの際に緻密な描き込みを伴いながら艶かしく蠢く様子が描かれる。それらに加え、物語終盤には前2作品に無かった主人公とヒロイン2人による3Pも導入されており、過ごしてきた日々の交流やセックスを経て最大限に愛欲と肉欲を募らせた3人が、バスルームからベッドルームへ場所を移しながら避妊を気にせず連続セックスに耽る姿や、途中の省略部分も含めてその激しさを示唆した事後の姿が詳細に描かれる（詳細は#中心人物を参照）。なお、舌の描写を強調したり3Pを導入した理由は、前者が滝美梨香によれば「あれはそうですね、普通に原画マンに渡したらアニメっぽい舌が上がってくるんですけど、作画監督に回す際に2、3枚ほどこんな感じって渡したらそれが定着したらしくて、作画監督の神坂さんが踏襲してくれました。ひとつの特徴になったのかなと」「フェラって顔とチ○ンチン一本しかないわけじゃないですか。どこに力を入れるとなるとその周辺しかないわけで（笑）」、後者がbucciによれば「そもそも僕が企画段階で一番やりたかったコトって言うのは3Pのセックスシーンだったわけで。ただ、そういう多人数プレイってのはアメリカンなノリになりやすいというか、ちょっと笑える空気が出やすいんですよ。そうじゃない恋愛感情と密接にある3Pっていうのを凄くやりたかった。ゲーム感覚のセックスでなくお互いの気持ちが結びついたセックスにしたかった」とのこと。
『GREEN』ではセックスシーンの体位が変わるごとにヒロインのプロポーションも変わったり（詳細はGREEN 〜秋空のスクリーン〜を参照）、『LOVERS』ではヒロインの絵柄すらキャラクターデザイン設定画から離れることがあった（詳細はラブ・エスカレーター#概要 (LOVERS)を参照）が、本作では総作画監督制を導入したためもあり、そういった変化は前2作品より抑えられている。なお、ピストン運動時におけるヒロインの乳房の揺れ方については、シーンごとに原画陣や作画監督の各々によるこだわりが活かされている模様。

### 主題歌
既存の歌手の音声ではなく合成音声が用いられているが、これについてbucciは「エロゲー業界の大きな流れから凄く外れたものが作りたかったんです。ゲーム自体もそうだし、だから歌も違和感のあるものにしたかった。よくエロゲーの主題歌を歌ってる誰々さんに頼むとか、そういうことはやりたくなかったんで」と述べている。

## 発売とその後

### 誌面展開
BugBug
2011年4月号から同年6月号まで製品版発売記念の漫画版が連載されたうえ、同年6月号では神坂公平の描き下ろしイラストやスタッフへのインタビューなどを含めた全12ページの特集も組まれた。また、同年12月号から2012年5月号まで関町台風の著筆と滝美梨香の挿絵による小説版が連載された（漫画版と小説版の詳細は#番外編を参照）。これを記念し、2011年12月号の滝美梨香による短編漫画『真理子ちゃんがイク!!』は、晶が漫画本編のグラビア雑誌を誌面ジャックしてヘアヌード姿を披露するという内容になっている。
メガストア
2012年1月号から同年3月号まで滝美梨香の原画による『温感お風呂ポスター』（適温の湯などで暖められると、局部の黒消し修正が薄くなる処理が施されている）が毎号付録された。このポスターは、扶桑社の週刊誌『週刊SPA!』2012年1月31日号の特集記事「このエロ本の付録がすごい!」で紹介され、SPA賞を受賞している。さらに、コアマガジンでは『メガストア』2012年6月号の発売（2012年4月28日）と同時に、このポスター3種の絵柄を用いたテレホンカードの応募者全員サービスが開始された。2012年7月15日23:59:59まで受注された後、同年9月30日から発送が開始されている。

### 反響
Getchu.com
パッケージ版は、初回版と通常版を合わせての集計が「2011年ゲーム・セールスランキング」の上半期で第7位を記録した後、年間で第12位を記録した。ダウンロード販売版（以降、「DL販売版」）は、2012年2月7日に販売が開始された直後の「ダウンロードランキング『商業』」で第1位を記録した後、同年の「年間商業ランキング」で第1位を記録した。
「美少女ゲーム大賞2011」では、グラフィック部門で第10位、ムービー部門で第6位、エロ部門で第3位をそれぞれ記録した。
DMM
DL販売版の販売がGetchu.comなどの他店に先行して2011年10月7日に開始され、その直後の「週間作品ランキング」で第1位を記録した後、同年12月8日にエルフの『ボクの彼女はガテン系/彼女がした事、僕がされた事/巨乳妻完全捕獲計画/ボクの妻がアイツに寝取られました。』の独占販売が開始されるまで、第1位を維持し続けた。その後、「月間作品ランキング」で第1位、「美少女ゲーム2011年下半期作品ランキング」で第3位、「美少女ゲーム2012年上半期作品ランキング」で第2位、「美少女ゲーム2012年下半期作品ランキング」で第8位をそれぞれ記録した。
後述のUE版が発売された2013年に入ってもDL販売版はランキング外にならず、「美少女ゲーム2013年上半期作品ランキング」で第16位、「美少女ゲーム2013年下半期作品ランキング」で第19位、「美少女ゲーム2013年年間作品ランキング」で第18位、「美少女ゲーム2014年下半期作品ランキング」で第64位をそれぞれ記録している。
Amazon.co.jp
パッケージ版の初回版が「2011年 アダルトPCゲーム ベストセラーランキング」の上半期で第7位を記録した後、年間で第8位を記録した。
BugBug
「2011年 読者が選ぶ美少女ゲーム年間ランキング」の総合部門で第11位、エッチ部門で第1位、シナリオ部門で第10位、ゲーム性部門で第15位、サウンド部門で第12位、ヴォイス部門で第7位をそれぞれ記録した。
キャラクター部門については以下の通り。
- 主人公 - 順位外
- 神村春香 - 順位外
- 神村千夏 - 第11位
- 神村秋子 - 第7位

TECH GIAN
「発表! 俺ゲーグランプリ2011」の総合部門で第10位を記録した。

## あらすじ
1990年8月。とある山間部で朝日を浴びながら静かに佇む、洋風建築の白く大きな家。
主人公はそこの一室で目を覚ますが、自らの状況を把握できずに戸惑っていた。キッチンには神村秋子という名の美女が立っており、主人公に今やるべき仕事を優しく諭す。主人公はとりあえず秋子の言う通りにしながら日没まで過ごすが、状況を隅々まで知っているような彼女の言動に不安を、ボディーラインや素肌を広く露出させたノーブラ姿に性的興奮をそれぞれ覚える。特に後者は著しく、風呂上がりの秋子のバスタオル姿を目の当たりにしていたことも重なり、夜更けに個室へ戻っても治まらない。たまらず主人公は下半身の衣服を脱ぎ捨ててベッドに仰向けで横たわり、秋子の名を呟きながらペニスを扱き始めるが、まもなくそこへティーセットを携えた彼女が入ってくる。ドア越しに聞こえてきた主人公の声に自らの名を呼ばれたと思っていた秋子は、我に返って戸惑う彼の姿から状況を把握し、驚くよりもむしろ妖しい笑みを浮かべながら近寄ると、自らとのセックスへ誘う。やがて、主人公は秋子の妖艶さに肉欲を奮いながら、秋子は主人公の逞しさに悦びながら、無我夢中で性の快楽を貪り合っていく。
翌朝、主人公が目を覚ますと、そこに秋子の姿は無かった。リビングに残された書き置きによれば、家を去った自らの代わりに娘の神村春香と神村千夏がやってくるらしい。それからまもなく、書き置きの通りに春香と千夏が主人公のもとを訪れる。
こうして、春香と千夏を交えて始まった奇妙な生活は周辺の環境と相俟って穏やかに過ぎていくが、彼女たちは主人公に楽しそうな表情を見せる一方、まれに沈んだ表情を見せる。さらに千夏は、春香と主人公の交際ぶりを挙げて声を荒らげることすらあった。主人公は身に覚えが無く戸惑うが、まもなく千夏から好意を告白される。その夜、自室のベッドで千夏との初体験を経た主人公は、翌日からもそれまでと同様の生活を続ける一方、毎晩のように、時には昼間のうちから、春香の目の届かない場所で千夏と性の快楽を貪り合う。そして13日目の夜、入浴していた主人公のもとへ、千夏が春香を連れて共に全裸で現れる。驚く主人公に千夏は春香を交えての3Pを望み、その場で共に彼の肉欲を奮い立たせていく。
春香と千夏の本気を知った主人公は、ベッドルームでも肉欲のままに彼女たちと無我夢中で性の快楽を貪り合っていくが、実はこの家が自宅であること、春香とは相思相愛の恋人同士であること、千夏の小さな願いが遠因となって交通事故に遭ったこと、そして神村母娘とは近縁であることを、交通事故の際に発症した記憶障害によって忘れてしまっていた。明朝には過去13日間の記憶が消失することも知らず、継母である秋子の娘にして自分の異母妹である春香や千夏とも貪り合った主人公は、その果てに千夏に見守られながら春香と、春香に見守られながら千歌とそれぞれ最後のセックスを終えると、双肩に寄り添ってきた彼女たちの間で眠りに就く。
翌朝、主人公は何事も無かったかのように目を覚ます。主人公が春香や千夏と交わす言葉は、それまで繰り返されてきた14日前と同様に思われたが、今回はその端々に先日までの生活から生じた断片的な要素が覗く。わずかではあるが確実な変化に希望を見い出した春香と千夏が、異母兄にして今は共通の恋人である主人公の前で微笑み合う光景と共に、物語は幕を下ろす。

## 登場人物
名前の表記はゲーム本編で明かされていない者もいるため、『SOF』での表記に準拠。
らするによるキャラクター原案は、シナリオの世界観や方向性が決定する以前から、資料をもとにイメージラフの形で作成が開始された。それらの決定に並行して最初の原案が決定したが、当時は頭身の制約などが存在していた模様。
UE版での変更点は#旧版からの変更点を参照。

### 中心人物
主人公
声：原田友貴（回想シーンのみ）
身長：175cm / そのほかの数値は不明
春香・千夏・秋子と同居することとなる少年。デフォルト名はけいすけ。平凡な容姿に反して中身は絶倫で巨根のテクニシャンという『GREEN』や『LOVERS』の主人公たちと同様の特徴を持つが、彼らとは違ってギター（作中で主人公が弾くギターは、亡父の良輔が遺した形見の1つである）を弾けるという特徴も持つ。また、容姿については良輔の面影を色濃く残しているため、後述の性欲や精力と相俟って秋子が理性を保てなくなり、一線を越える一因ともなっている。
実は物語開始の1年前、自転車で走行中に遭った交通事故による記憶障害（コルサコフ症候群）を発症しており、退院後の現在でも治療中。自らの名前や両親のことに加え、春香と千夏の異母兄であることや秋子の継子であることを忘れているうえ、13日前以前のエピソード記憶も維持できない状態であるため、症状の自覚維持すら困難となっている。
性欲や精力については、継母である秋子とは欲情してオナニーに耽ったうえで彼女に導かれるまま連続セックスに耽ったり、異母妹である春香や千夏とはその翌朝に双方が秋子の娘であることを知ってなお、双方との個別セックスだけでなく連続3Pすら行えるなど、前2作品の主人公たち以上に旺盛かつ強靭であることが描かれている。
記憶障害を患う以前は肩まで届くほどだった長髪が入院シーンを境に現在の短髪となったが、これについて滝美梨香は「ライターがなにも考えずに発注したので、現在の主人公と外見的に一致しないキャラになりました。苦肉の策として過去に『髪を切ったことにしろ』とライターに注文しました」と述べている。
なお、漫画版での名はケイスケ、小説版での姓名は本多圭佑（ほんだ けいすけ）であるが、『GREEN』と同様に実在のプロサッカー選手にちなんでいるかは不明である。
発表当初のシナリオ
神村家の面々との近縁設定は見受けられない。日本全国を自転車で旅行中、秋子の運転する自動車に接触されそうになって転倒したため、そのお詫びに神村家へ招かれて豪華な食事などの歓待を受けたり、春香や千夏とも出会うこととなる。また、転倒した際に身体は無事だったものの、自転車が壊れてしまったうえに財布を落としてしまったため、秋子の申し出を受け入れてしばらくの間は神村家へ逗留することとなる。その後、ヒロイン3人と同居生活を経て肉体関係へ至るという設定だった模様。

神村 春香（かみむら はるか）
声：桃井いちご
身長：157.3cm / 体重：46.8kg / スリーサイズ：88.3/56.9/86.9(cm) / 誕生日：4月1日 / 血液型：AB型
ヒロインの1人。黒色のロングヘアの美少女で、千夏の姉。千夏より背が高く豊満な肢体を持つが、性格はおっとりとしており、口数や性的な面も控え目。左胸と右大陰唇には、小さなほくろが1つずつ存在する。手先は器用で、フルートの演奏や作曲といった音楽のほか、料理や裁縫といった家事が得意であるが、後者については下手な千夏はおろか本来の担当の秋子より上手なほどである。なお、左利きという設定でもあるが、こちらは主人公とのセックスシーンも含めて作中の描写が徹底されていない（左利きであることが明確に描かれているのは食事や電話のシーンだけで、それ以外のシーンでは左手より右手をごく自然に使うなど、むしろ右利きであるかのように描かれている）。
実は主人公の異母妹の1人。記憶障害を患う以前の主人公とは相思相愛の恋人同士でもあり、夕方のバス停の待合室でセックスに耽るなど、すでに肉体関係を結んでいた（作中の描写から、お互いが異母兄妹であることを承知のうえ、一線を越えたことが示唆されている）。
なお、キャラクター設定は最初のデモムービーの発表後にシナリオライターの要求で修正されている。また、ほくろはセックスシーンでよく描き忘れられては彩色段階で慌てて追加されていた模様。
発表当初のシナリオ
主人公の異母妹や恋人という設定は見受けられない。秋子に招かれて自宅へ逗留することとなった主人公と同居生活を経て肉体関係へ至るという設定だったうえ、名前は初枝（はつえ）と設定されていた模様。また、それ以前のキャラクター原案制作中の時点ではシナリオがほとんどできていなかったため、製品版発売後にらするは「当初は姉（製品版での春香に相当）が主軸のストーリーになると聞いていました。しかしまだストーリーはなく、妹（製品版での千夏に相当）同様資料を元に性格付けに合わせて考えてあります」と述べるに至った。

神村 千夏（かみむら ちか）
声：氷室百合
身長：151.1cm / 体重：43.4kg / スリーサイズ：72.2/50.2/72.9(cm) / 誕生日：12月20日 / 血液型：A型
ヒロインの1人。栗色のセミロングヘアの美少女で、春香と同じ学校へ通う3歳下（UE版の制作発表までの設定。それ以降は1歳下へ変更されている。詳細は#旧版からの変更点を参照。）の妹。容貌は春香以上に秋子似（らするによるキャラクター原案の時点で設定済み）であるが、背は登場人物中最も低く、華奢な肢体を持つ。しかし、性格は性的な面も含めて春香以上に活発で、意固地な所もある。
実は主人公の異母妹の1人。記憶障害を患う以前の主人公へ横恋慕していたが、彼と春香の相思相愛ぶりに一旦は身を引いている。そのため、自らの告白を受け入れた現在の主人公とは早々に一線を越えて求め合うようになり、春香との間にはかつての自分が主人公の記憶障害の遠因を図らずも作った（詳細は#舞台を参照）ことや、それを責めようとしない彼女への背徳心も相俟って軋轢が生じてしまう。
なお、製品版では物語中盤に主人公とのセックスシーンがもう1つ、物語終盤に春香とのダブル手コキ後における射精直前の舌技や射精直後のお掃除フェラがそれぞれ描かれる予定だったが、どちらもスケジュールの関係でボツとなった。滝美梨香によれば、前者は「自分が一番やりたかったフェラシーンだったのに」、後者は「個人的に口惜しいカットです」とのこと。また、bucciは千夏が主人公を尻に敷くような展開も用意していたが、制作の都合でボツとなった。
発表当初のシナリオ
主人公の異母妹や彼への横恋慕という設定は見受けられない。秋子に招かれて自宅へ逗留することとなった主人公と同居生活を経て肉体関係へ至るという設定だったうえ、名前は夏乃（なつの）と設定されていた模様。

神村 秋子（かみむら あきこ）
声：湖月紅れ葉
身長：170.2cm / 体重：54.9kg / スリーサイズ：98.9/60.5/99.2(cm) / 誕生日：7月16日 / 血液型：A型
ヒロインの1人。金色のポニーテールヘアの美女で、春香と千夏の母。良輔の後妻でもあるが、春香と千夏の姉にしか見えない若々しさと、娘たち以上の色気に溢れた長身の豊満な肢体を併せ持つ。千鶴との国際電話における会話によれば、とある学校の教員であり、自らのことを「美術部のダメ顧問」と称する。性格は春香以上におっとりとしており、物語序盤の夜に子供部屋のベッドの上で秋子への欲情を抑えきれずオナニーに耽っていた主人公の声をドア越しに勘違いして入室するほどの天然系であるが、良輔には物語開始の2年前に先立たれたこともあり、少なからず性的な欲求不満状態にある。
実は主人公の継母。前述の理由から、子供部屋で主人公の姿を目の当たりにした際には彼が良輔の面影を色濃く残しているためもあって自らも欲情し、半ば逆レイプのような形にて継子である主人公との連続セックスに耽ることとなる。しかし、事後には主人公との後戯に耽りながら理性を取り戻すうえ、彼へ自らとのセックスを謝罪する旨やそのことも含めたすべてを忘れて欲しい旨を呟くと、自らの代わりに春香と千夏が訪れる旨や自らが8月17日には戻る旨を記した書き置きを彼の就寝中に残し、白い家を後にする。
企画当初は存在していなかったが、それだと物語における18禁描写の登場があまりにも遅くなるため、急遽出番が用意されたという経緯を持つ。また、絵コンテの制作は秋子のキャラクター設定が原案の時点で開始された後、主人公と彼女のセックスシーンの分が最初に作成された。そういった経緯や行程を経て登場させたことについて、bucciは「監督にいらないと言われたけど、登場させて本当に良かった」と述べている。その言葉通り、製品版発売後には滝美梨香の予想に反して春香や千夏を凌ぐ人気を得ることとなったが、これについて滝美梨香は後述のUE版発売時に「ママは話進めた時に最初に出てくるキャラだから、それだけで強いんです。それで一日目、一日中ずっとママと二人だけの生活を送る。そして通常シーンのサービスカットが一番多い。焦らして焦らして、夜セックスですからね。そこでみんな虜になるんじゃないですか」と述べている。
発表当初のシナリオ
主人公の継母という設定は見受けられないうえ、容姿も公開されていない。自転車を運転中の主人公へ自らが運転中の自動車を接触させそうになり、自転車を壊してしまったお詫びに彼を自宅へ招いて歓待した後、逗留の申し出を受け入れた主人公と同居生活を経て肉体関係へ至るという設定だったうえ、名前は京子（きょうこ）と設定されていた模様。

### その他の人物
晶（あきら）
声：藤田夏海
身長：154.1cm / 体重：45.9kg / スリーサイズ：82.6/54.8/81.8(cm) / 誕生日：10月15日 / 血液型：O型
千夏の同級生で親友。姓は不明。眼鏡を掛けた赤茶色のショートカットヘアの美少女で、春香に劣らぬ豊満な肢体を持つ。また、本作で唯一の彼氏持ちでもある。主人公へ横恋慕する千夏にはからかい混じりに理解を示すが、主人公と春香・千夏・秋子が肉体関係になっていることについては知らない模様。
滝美梨香によれば、「『GREEN』でいう真理子みたいな扱いですね。千夏がひとりでしゃべるわけにはいかないから、会話を成立させるために登場させたキャラであって、深い意図はないんです」とのこと。ただし、後述の小説版をはじめ自社サークル同人誌や『SOF』では春香・千夏・秋子と同等のセックスシーンやセクシーイラストが描かれるなど、製品版発売後でも18禁描写の需要は真理子並みに見込まれていることがうかがえる。
企画当初は春香の同級生だったうえ、写真撮影の趣味や自らの胸にコンプレックスを持つという設定だった模様。
良輔（りょうすけ）
主人公・春香・千夏の父で、千鶴と秋子の夫。物語開始時点ですでに故人であり、ゲーム本編には千鶴をはじめ音楽大学の合奏団員たちと共に映っている学生当時の写真のほか、主人公を出産してまもない頃の千鶴や彼女に抱き抱えられた主人公と共に映っている写真しか登場しないために姓や詳細な容姿は不明であるが、イメージラフは存在する。かつて、合奏団員当時に同僚たちのアイドルだった千鶴と結婚して主人公を授かったが、それからまもなく離婚して秋子と再婚し、春香と千夏をそれぞれ授かる。その後年、物語開始の2年前に心筋梗塞で死去した。
幼馴染かつ同じ合奏団員でもあった近所のおじさんによれば、当時はイケメンだったうえ、女性にモテモテだった模様。
千鶴（ちづる）
主人公の母で、良輔の前妻。ゲーム本編には前述の写真のほか、ウェーブの掛かったセミロングヘアの喪服姿で良輔の告別式へ参じる回想シーンにしか登場しないために姓や現在の容姿は不明であるが、イメージラフは存在する。とある学校の教員であり、ゲーム本編開始時点では部活引率のためにヨーロッパで滞在中。主人公のことは春香・千夏・秋子・近所のおじさんへ託しており、時間をやりくりしては国際電話で春香・千夏・秋子と話すが、主人公の記憶障害治療の妨げにならないよう、自らの存在は伏せられている。
秋子とは良輔の告別式で彼の形見を分け合ったほどの友人でもあるが、主人公と春香・千夏・秋子が肉体関係になっていることについては知らない模様。また、近所のおじさんによれば、合奏団員当時はみんなのアイドルだった模様。
なお、小説版では姓名が本多千鶴（ほんだ ちづる）であり、容貌はゲーム本編の回想シーンに準拠している。
近所のおじさん
声：中澤アユム
眼鏡を掛けた小太りの独身中年男性。本名は不明。コンビニ「NOWSON」のオーナーかつ接客を担当している老婆（声：紫苑みやび）を、母に持つ。近所のキャンプ場で昼食のカレーライスを作る水着姿の主人公・春香・千夏の前へ現れ、気さくに話しかけてくる。
春香・千夏・秋子とは顔馴染。良輔や千鶴とは音楽大学の合奏団員同士かつ近所（老婆との会話によれば「隣家」とのことだが、白い家の周辺には家屋がほとんど見えない〈#舞台を参照〉ため、自宅の位置は相当な距離を隔てた「近所」であることがうかがえる）の幼馴染であるため、ヨーロッパに滞在中の千鶴からはたまに主人公の様子を見るように依頼されているが、主人公と春香・千夏・秋子が肉体関係になっていることについては知らない模様。
河合 美奈代（かわい みなよ）
声：紫苑みやび
主人公が入院していた病院の看護婦。主人公の交通事故を自らのせいと思い詰めて清涼飲料水の自動販売機へ当たり散らしていた千夏を優しく諭し、自責の念に泣き出した彼女をそっと抱き締める。
実は『LOVERS』のヒロイン、河合理恵の母であり、滝美梨香による説明では「若い頃の理恵ママ」と設定されている。このことから、『LOVERS』の年代は本作の後に当たることが示唆されている。滝美梨香によれば、「ちなみにあそこで出てくる看護婦さんって『LOVERS』の理恵のママなんです実は。ネームプレートに河合って書いてます、結婚してて指輪もしてます」とのこと。また、前述の理由からキャラクターデザインは『LOVERS』の総作画監督を務めた十重五重へ発注されたが、期日までに決定稿が上がってこなかったため、足りない部分はクリンナップを滝美梨香が担当した。

## 舞台
#登場人物と同じく、名称は『SOF』での表記に準拠。
企画当初に都会から離れたとある洋風家屋を舞台と想定したため、2008年には東京都下のA市で青梅線エリアへのロケハンが行われた。キャンプ場の存在する川を撮影中には地元民から質問されることもあったが、アダルトゲームのためとは答えられなかった模様。
白い家
物語冒頭で主人公が眠りから目覚める、洋風建築の家屋。実は良輔が千鶴と主人公へ遺した自宅であり、物語の大半はこの中で展開される。
2階建ての1階にキッチン・ダイニング・リビング・テラス・トイレが、2階にバスルーム・バルコニー・トイレがそれぞれ配置され、子供部屋やゲストルームを含めて合計5つの寝室を有する5LDKとなっている。家屋の周囲には、ガレージ付きの庭が広がる。
立ち並ぶ木々や虫の音などの自然の息吹に包まれ、街灯すら乏しいとある山間部に建っており、屋内からは近所の家屋がほとんど見えない。そのため、主人公やヒロインたちは着替えはおろかセックスの際にも、窓のカーテンを閉めずに行うこととなる。
開発当初は普通の日本家屋と想定されていたが、デザイナーがとあるドラマに影響されたため、アメリカ風家屋へ変更された。その影響で、ダイニング・リビング・階段ホールの設定には「ある映画のオマージュなのでなるべく似せてください」との注釈が添えられている。なお、父が建築士であることから日本の建築基準について詳しい滝美梨香は、白い家の間取りについて「採光構造が基準に沿っていない」とデザイナーを叱った模様。
デザインについては外注の担当者とbucciで基本設計を煮詰め、3Dモデリング後にアフターエフェクトで色調補正を掛けて作品全体の色調と合うように調整されたものが用いられている。
キッチン
物語冒頭の朝、眠りから目覚めた主人公がシンクの前に立っている秋子と出会う場所。
ダイニング
物語中盤の昼、体調を崩した春香が自らの寝室で寝込んでいる間にアイスクリームを食べていた千夏が主人公を誘惑し、テーブルで彼とのセックスに耽る場所。
リビング
物語中盤の夜、千夏が先に就寝した春香には内緒で主人公を誘惑し、ソファーで彼とのセックスに耽る場所。
バスルーム
物語終盤の夜、バスタブで湯に浸かっていた主人公のもとへ彼との3Pを決意した春香と千夏が現れたことで、連続3Pの幕が開ける場所。ここではバスタブの縁に腰掛けた主人公に対し、春香と千夏が跪いてダブルフェラチオを行う。
寝室
1階には開かずの部屋を1つ、2階には子供部屋を1つ、ゲストルームを2つ、ベッドルームを1つ有する。ゲーム本編では子供部屋が「奥の部屋」、ゲストルームA（千夏の自室）が「ひとつめの部屋」、ゲストルームB（春香の自室）が「ふたつめの部屋」、ベッドルームが「ダブルベッドの部屋」と表記される。
開かずの部屋
主人公の医療用ベッドが置かれた場所。ベッドの横には点滴マシンや、若い頃の良輔と千鶴の写真なども置かれている。
子供部屋
主人公の寝室であり、シングルベッドが置かれている。物語序盤の夜は主人公と秋子が連続セックスに、物語中盤の夜は主人公と千夏が庭から続いて初体験にそれぞれ耽る場所でもある。
ゲストルーム
春香と千夏が滞在中に寝室として用いている場所であり、各室内にはシングルベッドが置かれている。春香の寝室の隣に位置する千夏の寝室は、主人公と千夏が2回目のセックスに耽る場所でもある。
ベッドルーム
秋子が滞在中に寝室として用いている場所であり、ダブルベッドが置かれている。本来は良輔と千鶴が寝室として用いていた場所であり、物語終盤の夜には主人公・春香・千夏がバスルームから続いて連続3Pに耽る場所でもある。なお、窓についてはバルコニー側の壁へ通常窓が1つ存在するのみであるほかの寝室に対し、角部屋でもあるここにはバルコニー側の壁へ通常窓が1つ、玄関側の壁へ出窓が1つの計2つ存在する。そのため、連続3Pの際にも窓のカーテンを閉めていないことが、その激しさや扇情的な構図と相俟ってほかの寝室以上に明確となっている。
庭
物語中盤の夕暮れ、主人公と千夏が柵に背を預けて座りながら想いを告白し合ってキスを行ったことで、初体験の幕が開ける場所。ここでは恥ずかしがる千夏に対し、ハーフパンツの股間を勃起させた主人公が共に立って抱き合いながらディープキスや乳房への愛撫などを行う。なお、それに先んじて主人公が柵を作るシーンは、彼の状況描写の一環として物語中盤以降にも用いられている。
キャンプ場
物語中盤、主人公・春香・千夏が水着姿で昼食のカレーライスを作りに訪れる場所。人気の無い奥田摩の清流の傍に存在しており、キャンプや水遊びが可能な敷地内には、バンガローや上下水道・シンク・白熱電球を備えた屋根付きの調理場も併設されている。白い家からはそう遠くないため、近所のおじさんも訪れる。
告別式場
回想シーンで、良輔の告別式に春香・千夏・秋子が立っている場所。喪主である秋子は後から到着した千鶴を出迎え、良輔の形見を分け合った。
学校
回想シーンで、春香と千夏が通っている場所。千夏は音楽室で晶にギターを弾いてみせるが、あまりの下手さに晶は笑いをこらえるばかりだった。
ファーストフード店
回想シーンで、千夏と晶が立ち寄る場所。千夏は春香との初デート中である主人公へ横恋慕していることを、晶に看破されてしまった。
病院
回想シーンで、千夏にギターの教則本を買ってくるように公衆電話で頼まれた主人公が、自転車に乗っての買い物帰り中に交通事故に遭い、運び込まれる場所。美奈代の勤務先でもある。春香は真っ先に駆け付けたが、主人公の容態に失神して頭部打撲の軽傷を負い、遅れて駆け付けた千夏へ主人公が記憶障害を発症したことを涙ながらに告げる。
バス停
回想シーンで、主人公と春香がセックスに耽る場所。廃線のために停留所としての役目を終えて久しく、普段は誰も訪れない。屋根と引き戸を有する待合室内の左右の壁にそれぞれ設置されたベンチのうち、引き戸に隠れされて外から見えにくい側がベッド代わりとなった。
NOWSON
郊外に存在するコンビニ。建物の手前に車数台分のガレージを有するなど、敷地はそこそこ広い。近所のおじさんの母がオーナーであり、接客を担当している。なお、ここに登場するチャトラネコのもくめは開発当時のジェリーフィッシュ社内で実際に飼われていたが、もとは捨てられていたところをbucciと滝美梨香に拾われた模様。

## スタッフ
- 絵コンテ、演出、色彩設計、監督：滝美梨香
- プロデューサー：bucci
- 脚本：立吹まゆか
- プログラム：sneer
- スクリプト：sneer、排骨麺、滝美梨香
- キャラクター原案：らする
- キャラクターデザイン、総作画監督：神坂公平
- 作画監督：大蔵一也、ちゃろぞう、たかぴこ、うめつゆきのり、寿哲丸、長谷川亨雄、滝美梨香
- ドラマパート原画：神坂公平、MIC、黒石りんご、近藤いずみ、津幡佳明、芽原渡、峠かのか、なかじまちゅうじ、萩達魚、牧方二郎、桝館俊秀、牧四郎、明珍宇作、山本浩憲、るたろー、鰐渕和彦、滝美梨香
- Hシーン原画：舛舘俊秀、きむら剛、倉嶋丈康、苫政三、古川知宏、柳伸亮、滝美梨香、ウォンバット（小野木三斉、久保正）
- 第2原画：伊藤誉顕、岡崎硯次、ウォンバット、REMIC
- 動画検査：うめつゆきのり、春名隆、百千萬、滝美梨香
- 動画：MIC、江間一隆、岡崎硯次、岡崎誠吾、梶浩之、櫻井拓郎、清水直樹、白川茉莉、牧俊治、ウォンバット、REMIC
- 美術背景：御手洗花子
- 仕上げ検査：サイクロ、排骨麺、滝美梨香
- 仕上げ：REMIC、サイクロ、もくめ、御手洗花子
- 撮影：aino（ニャー&ヒヒン）、彰たいむ!!
- 撮影補佐：排骨麺
- 3DCGI：MA@YA、彰たいむ!!、aino（ニャー&ヒヒン）
- 音響監督：室井浩太郎 (5pb.)
- 音響効果：村松宏昭 (Owt Mucic) 、阿部和弘
- 録音スタジオ：スターダストスタジオ
- 音楽：ham、szak、nio
- ミキシング・エンジニア：szak
- 設定制作：bucci、滝美梨香
- アニメーション制作：藤田夏海、bucci、うめつゆきのり、きゆずか大（stシルバー）
- スペシャル・サンクス：TOMA (APRICOT) 、十重五重
- 製作、著作：有限会社ジェリーフィッシュ

## 主題歌
挿入歌「飛んでいく」
作詞：立吹まゆか / 作曲：ham
エンディングテーマ「またあした」
作詞：立吹まゆか / 作曲：ham
上記の2曲とも、歌声は歌手によるものではなく合成音声。

## 番外編
漫画版
『BugBug』2011年4月号から同年6月号まで掲載された、フルカラー短編漫画作品。滝美梨香が以前から短編漫画『真理子ちゃんがイク!!』を連載している縁で実現した、製品版発売記念の番外編である。4月号分と6月号分はキャラクター原案のらするが、5月号分はキャラクターデザイン・総作画監督の神坂公平がそれぞれ執筆している。
3作品とも内容は独立しており、4月号分には人気の無い清流で全裸となって水遊びに興じる春香と千夏が、5月号分には白い家の一室で秋子との連続セックスに耽る夢を見て夢精してしまう主人公が、6月号分には放課後の教室で彼氏との連続セックスに耽った果てに精液まみれとなってしまう晶が、それぞれ描かれている。なお、5月号分については完全版が『SOF』に収録されている（詳細は#関連商品を参照）。
小説版
著筆：関町台風 / 挿絵：滝美梨香
『BugBug』2011年12月号から2012年5月号まで連載された、中編小説作品。全6話。登場人物の基本設定はゲーム版準拠であるが、主人公や千鶴に姓（主人公には名前の漢字も）が設定される、主人公が記憶障害を患わないまま物語序盤に春香と肉体関係を結んだうえで千夏とも二股を掛ける、千鶴が自宅では子離れできていない駄目母と化して主人公に接する、秋子が自宅では良輔のことを思い出しながらバイブでオナニーに耽る、春香が主人公の子を（まだ無自覚ながら）妊娠する、晶が主人公の浮気に応じる浮気者であるうえにラブホテルでの宿泊セックスにも耽るなど、小説独自の要素や展開が多く盛り込まれている。
なお、春香のセックスシーンが多い理由は、滝美梨香によれば「最初の打ち合わせの時に『本編で不遇だった春香をメインにしよう』と決めてた」とのこと。また、小説独自の要素や展開が多い理由は、関町台風によれば「ゲーム版を原作としてはいますが、実質的にはタイトルとキャラクターと時間軸が同じなだけの別作品です」とのこと。

## 関連商品
SISTERS 〜夏の最後の日〜 秋子☆抱き枕カバー
2011年8月1日から同年9月20日までジェリーフィッシュ公式通販で受注された後、同年10月中旬から発送が開始された抱き枕カバー。同年8月12日から8月14日まで開催されたコミックマーケット80の企業ブースでは先行発売された。
裸身に巻いたバスタオルから乳房を露にしてシーツに寝転んだ姿の秋子は、神坂公平の描き下ろし。なお、ジェリーフィッシュ公式通販版は同じポーズで全裸の秋子のイラストカードが特典となっている。
SISTERS 〜夏の最後の日〜 オリジナルサウンド・ドラマCD
2011年8月12日に5pb.Recordsより発売されたアルバム。
ジャケット画は神坂公平の描き下ろし。ジェリーフィッシュのスタッフへのインタビューをもとにしてゲーム本編の物語開始の1年前を描いたシナリオのオーディオドラマ全7編と、ゲーム本編に用いられた1990年代のCMパロディ全10編が収録されている。
SISTERS 〜夏の最後の日〜 オリジナルサウンドトラック
2011年8月17日にジェリーフィッシュより発売されたアルバム。コミックマーケット80の企業ブースにて先行発売された後、一部店舗にて一般発売された。
ジャケット画は神坂公平の描き下ろし。ゲーム本編に用いられたBGM全13曲とボーカル曲全2曲が収録されている。
SISTERS 〜夏の最後の日〜 1990/0801-0817 Jellyfish SISTERS Official Funbook
2011年8月17日にジェリーフィッシュより発売されたムック。コミックマーケット80の企業ブースにて先行発売された後、一部店舗にて一般発売された。
表紙画は神坂公平の描き下ろし。編集協力はBugBug編集部。誌面の大半を占めるゲーム本編の解説ページには本編画像が収録されているほか、それに併せてセックスシーンを中心に抜粋した絵コンテが収録されている。また、キャラクター原案・設定資料・版権画像・スタッフ&声優へのインタビューなどのほか、『BugBug』2011年5月号に掲載された漫画版の完全版も収録されている。なお、開発中の無修正画像へごく小さな黒丸や製品版より細かい粒子のモザイク処理を施した画像が用いられるなど、画像修正については誌面の大半で緩和されているため、性器の描き込みや状態は製品版以上に詳しく見て取れるようになっている。
Getchu.comでは、2011年下半期書籍（アダルト）・セールスランキングで第13位を記録した。
SISTERS 〜夏の最後の日〜 立体マウスパッド
2011年9月29日から同年10月31日までジェリーフィッシュ公式通販で受注された後、同年12月下旬から2012年1月中旬にかけて発送された立体マウスパッド。
絵柄は乳房や尻を強調された猫耳メイド姿の春香・千夏・秋子であり、それぞれ春香は「おっぱいLサイズ」、千夏は「おしりMサイズ」、秋子は「おっぱいLLサイズ」となっている。セット購入特典は、猫耳メイド姿でパンティー（申し込み時に、紫・オレンジ・エメラルドグリーンから選択可能）を半脱ぎにした千夏の尻が描かれた「千夏パンツずりずりイラストカード」。
SISTERS 〜夏の最後の日〜 メタルチャーム
2012年1月6日にジェリーフィッシュより発売された、ステンレス製のチャーム。春香・千夏・秋子の3品セット。絵柄はちびキャラ化されて猫耳と尻尾を生やした姿の春香・千夏・秋子。
上記の商品群のほか、ジェリーフィッシュは2011年8月14日に『SISTERS 〜夏の終らない日〜』（神坂公平による本作のフルカラー短編成人向け漫画を収録）や『SISTERS 〜隠された記憶〜 ACT.1 HARUKA』（滝美梨香による本作のフルカラー短編成人向け漫画や開発素材を収録）といった同人誌を、コミックマーケット80の自社サークル「マキノ事務所」にてそれぞれ発売している。

## ULTRA EDITION
『SISTERS 〜夏の最後の日〜 ULTRA EDITION』（シスターズ なつのさいごのひ ウルトラエディション）のタイトルで、従来の製品版（以降、「旧版」）に代わる改訂版。2013年2月22日に発売された。

### 経緯 (UE)
#概要や#登場人物での記述の通り、旧版は開発が難航したため、制作する予定だったのにボツとなったり、絵コンテでの指示や構図を一部省略して仕上げざるを得なかったセックスシーンが幾つも存在する。これらを補填するべく、2012年1月から開発が開始された。従来のセックスシーンへ動画を追加したり、シナリオの段階から新規のセックスシーンを追加するといった開発に際して盛り込まれる動画の枚数は、2000枚以上に及ぶ（2012年12月18日には、3000枚を超えた模様）。なお、原画マンには従来の鉛筆・動画用紙・トレス台を用いる者だけでなく、ジェリーフィッシュとしては初の液タブを用いる者も起用されている。
2012年11月6日にジェリーフィッシュ公式サイト内へ紹介ページが開設された後、同年12月7日にはタイトルロゴがそれまでの小文字混じりの仮ロゴ「Ultra Edition」から大文字のみの正式ロゴ「ULTRA EDITION」へフォント共々変更された。
発売日は当初2013年1月25日を予定していたが、同年1月11日には2月22日への延期が告知された。しかし、その後は旧版と違って発売延期を繰り返すことはなく、同年2月5日にマスターアップが告知され、デモムービーがジェリーフィッシュ公式サイトやFC2動画で公開された。なお、デモムービーはGetchu.comやニコニコ動画でも同日に公開されたが、セックスシーンを削除していなかったために後者では短時間で削除されている。
2013年2月18日には、ジェリーフィッシュ公式通販申し込み者への発送が開始された。遠方を優先して発送を行ったにもかかわらず配達業者の一部が配達日指定を無視して即日配達を行う不手際があったものの、同年2月22日には店頭でも無事に発売となった。
当初は初回版のみで、DL販売版の発売予定や初回版の再発売予定は無かったが、2014年11月14日10:00にはDMM独占でDL販売版が発売された。同サイトで旧版のDL販売版を購入済みのユーザーは、2015年3月16日17:00までの期間限定でUE版のDL販売版を割安に購入できた。なお、マイクロソフトがWindows XPのサポートを2014年4月8日で終了したため、対応OSは旧版とは異なり、Windows Vista/7/8/8.1となっている。

### 開発 (UE)
UE版を企画した理由について、bucciは「商品が出た時に、まだまだやりたかったなという思いが強かったんですね。何がやりたかったかというと一番は、セックスのアニメーションをもっともっと尺を取りたかった」「関係各社に相談したところ、やってみれば?  というような反応で。神坂さんもご協力頂けるという話になりましたので、イレギュラーな形ではあるけれど、ぜひやらせてもらえないかと」と述べているほか、UE版のことを日産自動車のVスペックに例えて「そんなカスタマイズして強くしたバージョンというのを、作りたかったんですね」と述べている。また、それゆえに「最初に出たものをやって気に入らなかったお客さんは気に入ることはないと思うので、購入されないほうが（笑）」とも述べている。追加要素がセックスシーンのみであることについても、滝美梨香は「もし通常シーン1カットでも入れたら、その1カットをエロシーンに持って来いというのがウチを好きでいてくれるユーザーさんたちからの大半の意見なんで、その通りにしました!!」、bucciは「10出来る事があるとしたら、バランス良く色んなものの強化にという発想もあるんですけど、あえて男らしく10全部をエロアニメに（笑）」とそれぞれ述べている。なお、インタビュアーがUE版の企画から発売までが早かったことを理由に『GREEN DVD』への期待を挙げたことに対し、bucciはその開発が進んでいないことを明かした滝美梨香との会話に絡めながら「でもですね、今回発売するものをたくさんの方が応援してくださったら、もう一度ママに会えるんじゃないかと……」と述べているが、これについて滝美梨香は「でも素直にそのままは行かないですね。ママだけどママじゃない、みたいな」と述べている。その後、DL販売版の発売に際して滝美梨香は、UE版にはゲームクリア後に時間軸を過去から現在へプレイできるようになるおまけモードを追加する構想があったものの、アニメ制作に追われて叶わなかったことを明かしている。
動画は旧版の8718枚に加え、セックスシーンに3648枚を追加した合計12366枚が費やされた。

### 発売とその後 (UE)

#### 誌面展開 (UE)
BugBug
2013年3月号では、神坂公平の描き下ろしイラストやスタッフへのインタビューなどを含めた全12ページの特集が組まれた。また、姉妹誌の『DVD BugBug』VOL.20では神坂公平の描き下ろし表紙のほか、同じく描き下ろしイラストを含めた全4ページの巻頭特集が組まれた（ただし、編集ミスで春香と秋子の声優表記が入れ替わってしまっている）うえ、付録DVDにはUE版のゲーム本編からセックスシーンを中心に抜粋した各シーンが合計約16分のムービー形式で収録された。

#### 反響 (UE)
Getchu.com
「2013年ゲーム・セールスランキング」の2月で第3位、3月で第8位、上半期で第11位、年間で第17位をそれぞれ記録した。
DMM
「美少女ゲーム2014年下半期作品ランキング」で通常のDL販売版が第29位、期間限定のDL販売版が第77位、「美少女ゲーム2015年上半期作品ランキング」で通常のDL販売版が第8位、「美少女ゲーム2015年下半期作品ランキング」で通常のDL販売版が第20位、「美少女ゲーム2015年年間作品ランキング」で通常のDL販売版が第12位、「美少女ゲーム2016年上半期作品ランキング」で通常のDL販売版が第47位、「美少女ゲーム2016年下半期作品ランキング」で通常のDL販売版が第43位、「美少女ゲーム2016年年間作品ランキング」で通常のDL販売版が第42位、「美少女ゲーム2017年上半期作品ランキング」で通常のDL販売版が第65位をそれぞれ記録した。
Amazon.co.jp
「2013年 アダルトPCゲームランキング」の上半期で第6位を記録した後、年間で第9位を記録した。
BugBug
「2013年 読者が選ぶ美少女ゲーム年間ランキング」の総合部門で第10位、エッチ部門で第3位、シナリオ部門で第14位、ヴォイス部門で第13位をそれぞれ記録した。

### 旧版からの変更点
ヒロインたちの設定が、旧版の旧パッケージ外箱に記載されていたものへ変更されている。身長の変更については旧版でのセックスシーンにおける主人公との対比を踏まえて再設定したことがうかがえるが、誕生日の変更については不明。
セックスシーンの変更点は、基本的には旧版の絵コンテのボツ分を復活させたものであるが、そのすべてを実現したわけではない。例えば、主人公・春香・千夏の連続3Pのうち、春香と正常位で交わった主人公がピストン運動の中盤からより能動的となって性の快楽を貪っていく描写などは、復活を見送られている。
主人公
セックスシーンについては、旧版よりさらに能動的となって性の快楽を貪る描写が追加されている。中でも、千夏とのセックスの際にはそれが顕著となっており、旧版に存在しなかった構図で愛撫を行ったりピストン運動に耽ったうえで射精を行う描写が存在する。そのため、旧版でのやや早漏気味と評された描写は軽減されている。また、ゲストルームAでの後背位は構図こそ旧版と同一であるものの、動画は全面的に差し替えられているほか、ベッドルームでの連続3Pは千夏の要請に応じて春香と正常位で交わる際、それまで垂らしていた右手をピストン運動の途中から千夏の股間へ挿し入れ、手マンを始める描写が追加されている。
神村 春香
身長：160cm（旧版から2.7cm高） / 誕生日：7月4日
フルートについては、中学生の頃から吹奏楽部で習っていたという設定が明言されている。
セックスシーンについては、単独での追加分は無いに等しい。しかし、主人公との連続3Pの際には彼へのフェラチオへ移行していく千夏の横で主人公とのディープキスや彼に自らの乳房を揉ませながら乳首を吸わせるなどの後戯、そして千夏と協力してのダブル手コキの動画がそれぞれさらなる動作や愛撫を追加したものへ差し替えられたほか、ダブル手コキを始める前には彼女と協力してのダブルフェラチオが追加されたり、主人公をダブル手コキで射精させてから千夏が騎乗位で彼と交わるまでの間には千夏と協力してのお掃除フェラが追加されるなど、大幅な変更が加えられている。また、後述の千夏に追加された旧版のゲーム本編には存在しない完全新規のセックスシーンによって、春香が主人公と千夏の肉体関係を知っていたことが旧版以上に深く描かれている。
神村 千夏
身長：154cm（旧版から3.9cm高） / 誕生日：8月20日
年齢については、UE版紹介ページの公開当初に初回発売当時の旧版から2歳引き上げられ、「姉・春香の1つ年下」と設定されていたが、まもなくこの記述は削除された。
セックスシーンについては、ほぼすべてに手が加えられており、最多の変更点が存在する。中でも、正常位には主人公の項で述べた点も含め、動画や構図の追加や差し替えが最も多く施されている。また、それらとは別にダイニングで対面立位を完遂した日の翌朝、朝日に包まれた子供部屋のベッドで目覚めたばかりの主人公へ跨ってフェラチオに耽ったり、ベッドの上に立った彼の前へ跪いた姿勢でさらなるフェラチオに耽った果てに顔射を行わせるといった、完全新規のセックスシーンが追加された。第三者視点で始まり、半開きのドアから覗いた視点を経て主人公視点で完遂へ至るこれらのシーンについて、滝美梨香は春香が主人公と千夏の肉体関係を知っていた証である旨や、千夏も春香に覗かれていることを知っていた証である旨を述べている。
神村 秋子
身長：167cm（旧版から3.2cm低） / 誕生日：10月2日
セックスシーンについては、秋子の手コキとディープキスの上手さにたまらず仰け反る主人公を母性と肉欲の入り混じった視線で見つめる描写や、フェラチオを始める際に彼のペニスを付け根から舐め上げるようにしゃぶり付く描写、そして顔面騎乗の際に主人公のクンニの途中から秋子が悦びながら腰をくねらせる描写が追加されている。また、それに先んじて仰向けで半身を起こした主人公に全裸で跨って自らの乳房を愛撫させる描写が追加されているうえ、その際に右乳首をしゃぶりながら左乳房を揉む彼の頭を優しく見下ろしながら撫でる描写が存在するなど、滝美梨香の細かい演出指示による母性描写の強化が図られている。
上記の通り、千夏に次ぐ数の変更が加えられたが、パイズリは（春香や千夏についても含めて一切）追加されていない。神坂公平が旧版への反響に秋子のパイズリを望む意見が多く存在する旨を明かしたことに対し、滝美梨香はシナリオライターがパイズリに興味が無かったことを理由に挙げている。
上記のほか、テキストウィンドウの背景色が青へ変更されたうえ、白い家の屋内を移動する際に流れる3DCG移動ムービーの一部がスキップできるようになっている。また、主題歌の合成音声も旧版よりさらに人間の肉声らしく聞こえるものへ差し替えられている。

### スタッフ (UE)
- 絵コンテ、演出、色彩設計、監督：滝美梨香
- プログラム：sneer
- スクリプト：sneer、滝美梨香
- キャラクターデザイン、作画監督：神坂公平
- 原画：A.dfi00a.E、舛舘俊秀、たかぴこ、鴨緋色、滝美梨香、神坂公平
- 第2原画：岡崎硯次、伊藤誉顕、たかぴこ、ウォンバット
- 動画検査：REMIC、滝美梨香
- 動画：ウォンバット、岡崎硯次、REMIC
- 美術背景：御手洗花子
- 仕上げ検査：滝美梨香、排骨麺、サイクロ
- 仕上げ：REMIC、サイクロ、たそ、もくめ、御手洗花子
- 撮影：サイクロ、たそ
- アニメーション制作：藤田夏海、bucci
- スペシャル・サンクス：APRICOT、きんく
- アシスタントプロデューサー：もくめ
- プロデューサー：bucci
- 製作、著作：有限会社ジェリーフィッシュ

### 番外編 (UE)
ちびまりこちゃん
滝美梨香が『BugBug』に連載している短編漫画『真理子ちゃんがイク!!』の一編で、2013年5月号から同年9月号まで連載された。全4話。『GREEN』のサブヒロイン、広瀬真理子がまだ8歳だった頃の1990年8月、彼女曰く「おっぱい大きくする方法を探すために旅に出た」途中に本作の舞台の1つであるバス停へ立ち寄って牛乳を飲んだりアイスクリームを食べていたところ、白い家へ向かう途中の春香や千夏と出会うというエピソードが描かれている。このことから、作中の当日が主人公と秋子が連続セックスに耽った日の翌日であることや、『GREEN』の年代が本作の10年後に当たることが示唆されている。最終話では真理子と春香が10年後の再会を約束して別れるが、真理子が約束の日を1日早く覚えていたために再会は叶わず、その翌日に彼女へ思いを馳せる春香の後ろ姿で物語が終了する。

### 関連商品 (UE)
SISTERS 〜夏の最後の日〜 ULTRA EDITION 抱き枕カバー（姉妹）
2013年3月1日からジェリーフィッシュ公式通販で予約販売された後、同年4月末頃から発送が開始された抱き枕カバー。
絵柄は神坂公平の描き下ろし。乳房を露にしてシーツへ寝転んだ体操着姿の春香と、股間を露にしてシーツへ寝転んだスクール水着姿の千夏が、抱き枕カバーの表裏に描かれている。
SISTERS 〜夏の最後の日〜 ULTRA EDITION Official Funbook 1990/0801-0817
2015年6月30日にコアマガジンより発売されたムック。表紙画は神坂公平の描き下ろし。ISBN 4-86436-792-2
旧版の『SOF』のほぼすべてを内包してUE版の内容も網羅した内容となっており、モザイク処理にもさらに細かい粒子が用いられている。
とらのあなの通信販売では、2015年の上半期画集・ムックランキングと同年の年間画集・ムックランキングでそれぞれ1位を記録した。
上記のほか、ジェリーフィッシュは2013年8月11日に抱き枕カバー『秋子ままの抱き枕カバー』（神坂公平の描き下ろし。乳房や股間を露にしてシーツへ寝転んだ私服姿の秋子が、表裏に描かれている。旧版発売時に受注生産されたものとは別）や同人誌『SISTERS 〜夏の遥かの日〜』（神坂公平による本作のフルカラー短編成人向け漫画を収録）『SISTERS 〜隠された記憶〜 総集編1』（滝美梨香による『SISTERS 〜隠された記憶〜 ACT.1 HARUKA』と『SISTERS 〜隠された記憶〜 ACT.2 CHIKA』に加筆と描き下ろしを入れた総集編）といった同人グッズを、コミックマーケット84の自社サークル「マキノ事務所」にてそれぞれ発売している。